# Trier-Heiligkreuz
Heiligkreuz (bivše ime Wisport) je eno od 19 mestnih četrti mesta Trier v Porenju-PfalškemOkrožje, ki je 203,6 hektarjev veliko, se nahaja na rahlo dvigajočem se grebenu v južnem delu mesta Trier in ima približno 6900 prebivalcev, registriranih kot primarni ali sekundarni prebivalci. 

## Zgodovina
V rimskih časih je mestno obzidje Augusta Treverorum, kasneje Trier, potekalo skozi današnje območje Heiligkreuz. Območje znotraj mestnega obzidja je pripadalo templju v Altbachtalu. Med drugim je bil podestni tempelj s 66 × 23 metrov velikim temeljem (tempelj v Herrenbrünnchenu) in kip Diane iz marmorja.
Po opustitvi rimskega mestnega obzidja je bil eden od nekdanjih obrambnih stolpov v srednjem veku uporabljen kot vratarnica, imenovana Porta Alba (lat . Bela vrata). Okoli njega se je razvilo manjše kmečko naselje, ki so ga po vratnem gradu poimenovali Wisport (tudi: Alben). O tem še danes priča Wisportstraße v Trieru.
Sredi 11. stoletja so tu zgradili kapelo v obliki križa, ki so jo imenovali kapela Heiligkreuza . Po kapelici je kraj končno dobil današnje ime, ki je še danes središče okraja. Vas, ki neposredno obdaja to kapelo, se zdaj imenuje Alt-Heiligkreuz.
V 13. stoletju, ko so se sovražniki trierskega nadškofa umaknili v Porto Albo, je vdrl v stavbo in jo nato porušil.
Od srednjega veka dalje je mesto Trier za oskrbo z vodo uporabljalo potok Daufborn, ki izvira v Heiligkreuzu in se danes imenuje Herrenbrünnchen. Voda iz Heiligkreuza je bila med drugim uporabljena za Petrusbrunnen na glavni tržnici v Trierju in Georgsbrunnen na Kornmarktu. Ko je Maksimilijan I. leta 1512 prišel na cesarski zbor v Trierju, so v ribniku blizu Daufborna priredili lov na tjulnje, da bi zabavali cesarja. 
Še v 18. stoletju je Heiligkreuz sestavljalo le nekaj hiš. Oblast nad krajem je bila razdeljena med mesto Trier, benediktinsko opatijo sv. Matije in opatijo sv. Irminena. V 19. stoletju je bil Heiligkreuz samostojna občina.
Leta 1912 je bil Heiligkreuz vključen v Trier. Sredi 1920ih let prejšnjega stoletja je bil razpisan arhitekturni natečaj za urbanistično širitev na območju Heiligkreuza, ki pa ni bil nikoli izveden. V tridesetih letih 20. stoletja se je območje razširilo na majhno naselje. Od petdesetih let dalje se je širitev nadaljevala proti Mariahofu in Olewigu, čez nekaj let pa tudi s stanovanjskimi bloki. Ta del Heiligkreuza je kasneje postal okrožje Neu-Heiligkreuz.

### Lokalni svet
Heiligkreuz tvori lokalno okrožje. Lokalni svet šteje 15 članov, vodi pa ga neposredno izvoljeni župan. 
Od lokalnih volitev 9. junija 2024 so socialdemokrati postali najmočnejša sila, saj so imeli 6 od 15 sedežev. Poleg tega so v lokalnem svetu zastopane CDU (5 sedežev), Grüne (3 sedeži) in FDP (1 sedež). 
Za dodatne informacije in zgodovinske podatke o lokalnem svetu, glejte rezultate lokalnih volitev v Trierju.

## Kultura in znamenitosti
Najpomembnejša znamenitost je kapela Heiligkreuza iz 11. stoletja. Leta 1944 so ga bombe skoraj popolnoma uničile, obnova pa je bila končana leta 1961. 
Poleg kapele Heiligkreuza je ena od znamenitosti okrožja kompleks stavb na vhodu v mesto, v katerem je Evropska pravna akademija, nekdanja podružnica državne centralne banke in konferenčni hotel. Tik pod šolskim centrom na koncu okrožja v smeri proti Mariahofu je waldorfska šola Trier, zgrajena v slogu antropozofske arhitekture. Heiligkreuz ima raznoliko kulturno ponudbo. Bližina priljubljenega parka okoli Mattheiser Weiher je priljubljena med sprehajalci in tekači.

Ogleda vredni so tudi Schönstattska kapela in naravni spomeniki v Caspary-parku.
- Kapela Heiligkreuza in istoimenka starega Heiligkreuza
- Herrenbrünnchen (1682)
- Soba z vodnjaki v Herrenbrünnchenu
- Moderna župnijska cerkev (1960–62) ob kapeli
- Župnijska cerkev sv. Matere v Neu-Heiligkreuzu
- Waldorfska šola Trier v slogu antropozofske arhitekture

Danes ima Heiligkreuz predmestni značaj. Relativno majhno mestno jedro ima značilnosti zgodovinskega predmestja. Tam je zelo malo kmečkih hiš. Okoli mestnega jedra je nastalo središče z nekaj trgovskimi in maloprodajnimi lokali. Z razvojem Neu-Heiligkreuza je bilo zgrajeno tudi manjše okrožno središče.

## Spletne povezave
- Heiligkreuzberg okoli 1840 iz Panorama Trierja in okolice (okoli 1840) preko dilibri

## Individualne reference
1. ↑  »Stadt Trier - Bevölkerungsstruktur« (v nemščini). Pridobljeno 5. avgusta 2022.
2. ↑  Stadt Trier (2017-06-29). »Hauptsatzung : § 2 bis 6« (PDF). Pridobljeno 2023. {{navedi splet}}: Preveri datumske vrednosti v: |access-date= (pomoč); line feed character v |title= na mestu 13 (pomoč)
3. ↑  »Wahlergebnis Ortsbeirat Heiligkreuz 2024«. Stadtverwaltung Trier. Pridobljeno 21. julija 2024.